# Estación Los Cerrillos
Los Cerrillos era una estación ferroviaria ubicada en la localidad de mismo nombre, Departamento San Javier, Provincia de Córdoba, República Argentina. Se encontraba a 1 km del límite con la Provincia de San Luis.

## Servicios
No presta ningún servicio de cargas ni pasajeros. Sus vías fueron levantadas.

## Historia
En el año 1930, fue inaugurada la estación, por parte del Ferrocarril Buenos Aires al Pacífico, en el ramal industrial que se desprendía desde la Estación Conlara hasta esta estación. El ramal fue clausurado el 30 de noviembre de 1977.